# Kovač
 Ovo je glavno značenje pojma Kovač. Za druga značenja pogledajte Kovač (razdvojba).
Kovač je obrtnik koji oblikuje ili stvara proizvode od metala, najčešće željeza i čelika te rjeđe drugih kovina. Kovači proizvode uporabne i ukrasne predmete te njihove dijelove, kao što su vrata, prozorske rešetke, ograde, ograde stubišta, sviječnjaci i razna rasvjetna tijela, metalni namještaj, skulpture, poljoprivredna oruđa i alat, ukrasne i religijske predmete, posuđe i hladno oružje.
Kovač je jedno od 61 zanimanja koje hrvatsko zakonodavstvo prepoznaje kao zanimanja temeljem kojega je moguće otvoriti pripadajući obrt.
Iako postoje brojni ljudi koji rade jednostavne ili složenije poslove s metalom, kovač je imao opće znanje o tome kako napraviti i popraviti mnoge stvari, od najsloženijih oružja i oklopa do jednostavnih stvari kao što su izrada potkova, čavala ili lanaca, te obruča za bačve.
U prošlosti broj kovača je bio značajno veći nego sada a broj im i dalje opada. Glavni razlog je pojava moderne industrije. U Hrvatskoj kovač je danas razmjerno rijetko zanimanje a svoje zlatno doba ovaj je obrt kod nas doživio između 1880. – 1935. Zanimljivo je da u svijetu razmjerno jak trend oživljavanja ovog obrta nije imao nekog jačeg odjeka kod nas, no postoji i barem nekoliko izuzetaka koji daju nadu u opstanak ovog drevnog umijeća.

## Poveznice
- Kovačko zavarivanje